# Вернер Мюллер
Вернер Мюллер (нем. Werner Müller; наст. имя Хейнц Бухгольц; 8 августа 1920 — 28 декабря 1998, Кёльн) — немецкий музыкант, композитор, руководитель эстрадного оркестра.
Его фирменным звучанием были богато аранжированные композиции-сюиты с обилием струнных (сам он был профессиональным скрипачом). Репертуар его оркестра был разнообразен: от гавайской музыки, вальсов Штрауса до переработок песен рок-групп.

## Биография
Свой оркестр Вернер Мюллер основал в 1948 году в Западном Берлине. Тогда же он начал записываться для Decca Records: в качестве аранжировщика других исполнителей и в качестве руководителя собственного оркестра. В 1950-е и 60-е гг. Мюллер писал музыку к немецким фильмам. В 1967 году Мюллер переехал из Берлина в Кёльн, в котором прожил до конца жизни.

## Дискография
- Your Musical Holiday In Rio
- Your Musical Holiday In Paris
- Your Musical Holiday In Italy
- Your Musical Holiday In New York
- A Million Strings
- Cascading Strings
- Strings On Fire!
- Cherry Blossom Time In Japan
- Perccussion In The Sky (1962)
- On Broadway (1963)
- On The Move (1963)
- International Film Festival (1964)
- Hawaiian Swing (1965)
- Germany (1965)
- Great Strauss Waltzes
- Werner Müller and his Orchestra Plays Leroy Anderson
- Spectacular Tangos (1967)
- Gypsy! (1967)
- Wild Strings (1969)
- Vienna (1969)
- Strictly Oompah
- Tango!
- The Sumptuous Strings of the Werner Müller Orchestra
- Italian Festival
- The Latin Splendour of Werner Müller (1970)
- Songs Of Joy
- Learn To Love
- The World of Werner Müller
- A Mystic Portrait of The Moody Blues (1974)
- Werner Müller Plays Elvis Presley’s Greatest Hits (1974)
- Intercontinental Souvenirs (1976)
- The Golden Sound of Werner Müller (1984)